# Кущівка (Дніпровський район)
Кущі́вка — село в Україні, у Царичанській селищній громаді Дніпровського району Дніпропетровської області. Площа — 1,29 км², домогосподарств — 84, населення — 177 осіб.

## Географія
Село Кущівка знаходиться на лівому березі каналу Дніпро — Донбас за 4 км від річки Оріль, примикає до села Бабайківка. Поруч із селом протікає висихний струмок з загатою.

## Археологія
У села Кущівка 1 курган.

## Населення

### Мова
Розподіл населення за рідною мовою за даними перепису 2001 року:
| Мова            | Кількість | Відсоток |
| --------------- | --------- | -------- |
| українська      | 171       | 98.28%   |
| інші/не вказали | 3         | 1.72%    |
| Усього          | 174       | 100%     |